# Frota Amarela

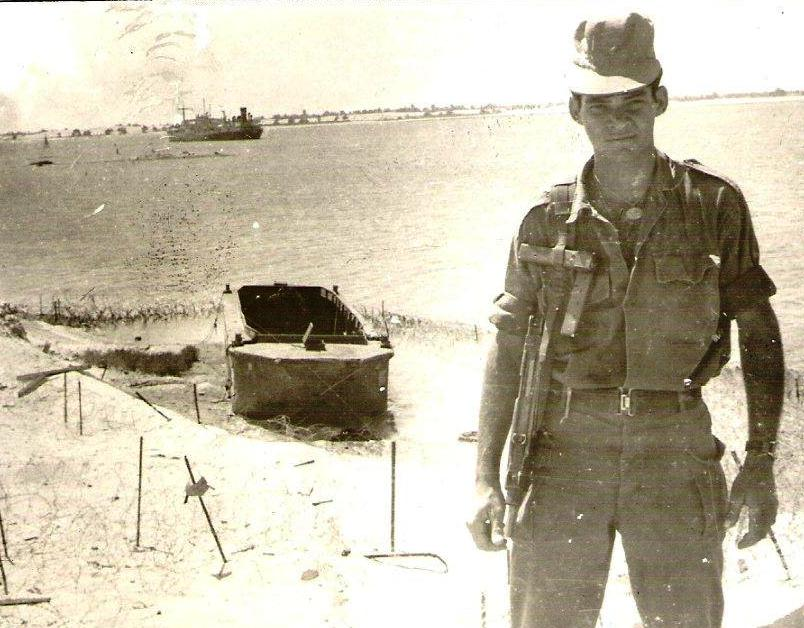
Navio ancorado no canal de Suez, desde 1967, sem possibilidade de mover-se

A Frota Amarela foi um grupo de quinze navios presos no Canal de Suez (na seção do Grande Lago Amargo), de 1967 a 1975, como resultado da Guerra dos Seis Dias. Ambos os lados do canal haviam sido bloqueados por navios afundados pelos egípcios. O nome Frota Amarela surgiu da aparência amarelada dos barcos, que foram cobertos pelas areias do deserto que se acumulavam a bordo. Depois de oito anos, os únicos navios que foram capazes de retornar para seu porto de origem, sob a sua própria energia, foram os navios alemães Münsterland e Nordwind.

## História
Em junho de 1967, os quinze navios navegavam em direção ao norte através do Canal de Suez como uma guerra entre Israel e o Egito, que ficou conhecida como a Guerra dos Seis Dias. Ambas as extremidades do canal foram fechadas, e depois de três dias, tornou-se evidente que o canal permaneceria bloqueado por algum tempo, como resultado do afundamento de navios para bloquear sua passagem. Quatorze navios foram forçados a ancorar na parte mais larga do Canal de Suez, o Grande Lago Amargo. Alguns dos navios afundados isolaram o SS Observer dos outros navios, e ele teve de ancorar no Lago Timsah.
Navios, embarcações de dragagem, barcos menores e até mesmo uma ponte foram afundados para bloquear o canal. Além dos navios afundados, foram espalhadas diversas minas navais pelo canal, o que impediu completamente a navegação. Com a guerra tendo deixado toda a margem leste do canal na posse de Israel, o Presidente egípcio Gamal Abdel Nasser ordenou rapidamente que o canal fosse fechado para todas as navegações indefinidamente. A única outra alternativa teria sido permitir que os israelenses o usassem, que era um anátema para o governo egípcio. Mesmo se os problemas políticos que cercavam o canal que pudessem ser resolvidos de alguma forma, a sua manutenção seria economicamente inviável, uma vez que muito poucas (se é que alguma) transportadoras estariam dispostas a enviar seus navios e tripulações através do que era, efetivamente, uma terra de ninguém no meio de uma zona de combate.
Ao longo de oito anos, os exércitos israelense e egípcio se enfrentaram em ambos os lados do Canal de Suez. Às vezes, grupos de assalto de ambos os lados atravessavam o canal para realizar missões de inteligência e reconhecimento. Uma das grandes preocupações era a de que o canal se tornaria assoreado, sem as dragagens regulares. Isso não ocorreu, e foi descoberto que 90% do assoreamento é resultado das correntes causadas pelo giro das hélices dos navios, algo que era praticamente não ocorreu durante este período.
Em outubro de 1967, os comandantes e as equipes de todos os quatorze navios se reuniram no Melampus para fundar a "Associação do Grande Lago Amargo", que fornecia uma rede de apoio mútuo aos marinheiros. Os membros das tripulações continuaram a reunir-se regularmente, a bordo dos seus navios, organizado eventos sociais, fundando um iate clube e realizando os "Jogos Olímpicos do Lago Amargo", no contexto dos Jogos Olímpicos de Verão de 1968 na Cidade do México. Se realizaram também corridas de barcos salva vidas, e jogos de futebol eram disputados no maior navio, o MS Port Invercargill, enquanto missas eram celebradas no navio alemão-ocidental Nordwind, e filmes eram exibidos no cargueiro búlgaro Vasil Levsky. No sueco Killara, havia uma piscina.
Com o tempo, foi possível reduzir o número de membros da tripulação a bordo desses navios, e, em 1969, os navios foram reunidos em vários grupos para reduzir ainda mais o número de tripulantes necessários para a sua manutenção. Os membros da tripulação que ficaram para manter as embarcações eram substituídos a cada três meses. Em 1972, os últimos membros das tripulações dos navios alemães foram finalmente enviados para casa, e a manutenção dos navios ficou a cargo de uma empresa norueguesa.
Um sistema de correio floresceu, com selos postais feitos a mão que se tornaram itens de colecionadores ao redor do mundo. O sistema postal egípcio reconheceu os selos, permitindo a sua utilização em todo o mundo. Em termos do sistema postal, isto resultou na criação dos grupos de selos:
| Nome do grupo | Abreviatura | Abreviatura          |
| ------------- | ----------- | -------------------- |
| "Müwinikies"  | Mü =        | MS Münsterland       |
| "Müwinikies"  | Wi =        | MS Nordwind          |
| "Müwinikies"  | Ni =        | MS Nippon            |
| "Müwinikies"  | Ki =        | MS Killara           |
| "Müwinikies"  | Es =        | MS Essayons          |
| "Ledmelaga"   | Led =       | MS Lednice           |
| "Ledmelaga"   | Mel =       | MS Melampus          |
| "Ledmelaga"   | Aga =       | MS Agapenor          |
| "Djabiporst"  | Dja =       | MS Djakarta          |
| "Djabiporst"  | Bi =        | MS Boleslaw Bierut   |
| "Djabiporst"  | Por =       | MS Port Invercargill |
| "Djabiporst"  | St =        | MS Scottish Star     |

No início de 1975, o Canal de Suez foi novamente aberto para o transporte internacional e, em 24 de Maio de 1975, os navios alemães Münsterland e Nordwind , finalmente, alcançaram o porto de Hamburgo, um evento acompanhado por mais de 30.000 espectadores. Eles foram os únicos navios que voltaram ao seu porto de origem sob a sua própria energia. Para o Münsterland, este foi o fim de uma viagem para a Austrália, que durou oito anos, três meses e cinco dias.
Nos últimos anos, há um ressurgimento do interesse por esta história incomum. Dois livros contam como foram os 8 anos de estadia dos navios no Grande Lago Amargo, Acht Jahre gefangen im Großen Bittersee por Hans Jürgen Witthöft, em alemão (2015); e Stranded in the Six-Day War por Cath Senker, em inglês (2017).

## Navios encalhados
| Nome                 | Nacionalidade      | Dono                                                          | Capitão                                                             | Carga                                           | Capacidade (toneladas) | Referências   |
| -------------------- | ------------------ | ------------------------------------------------------------- | ------------------------------------------------------------------- | ----------------------------------------------- | ---------------------- | ------------- |
| MS Nordwind          | Alemanha Ocidental | Nordstern Reederei                                            | Gerhard Lomer                                                       | Camisetas                                       | 8,656                  | [ 2 ]         |
| MS Münsterland       | Alemanha Ocidental | Hamburg America Line                                          | Karl Hoffmann, substituído por Jürgen Katzler, Wolfgang Scharrnbeck | Ovos, frutas                                    | 9,365                  | [ 3 ] [ 4 ]   |
| MS Killara           | Suécia             | Rederiaktiebolaget Transatlantic                              | Sture Sundnér                                                       | Lã, couros, frutas, chumbo, porcos da Austrália | 12,990                 | [ 5 ]         |
| MS Nippon            | Suécia             | Svenska Ostasiatiska Kompaniet                                | Arthur Bjuréus, sv                                                  | Peças de mobília do Extremo Oriente             | 10,660                 |               |
| MS Essayons          | França             |                                                               |                                                                     |                                                 | 7,051                  |               |
| MS Agapenor          | Reino Unido        | Blue Funnel Line                                              |                                                                     | Brinquedos de plástico                          | 7,654                  | [ 6 ] [ 7 ]   |
| MS Melampus          | Reino Unido        | Blue Funnel Line                                              | Jim Starkey                                                         |                                                 | 8,509                  | [ 8 ] [ 9 ]   |
| MS Scottish Star     | Reino Unido        | Blue Star Line                                                | Brian McManus                                                       |                                                 | 10,174                 | [ 6 ]         |
| MS Port Invercargill | Reino Unido        | Port Line                                                     | Arthur Kensett                                                      |                                                 | 10,463                 | [ 10 ]        |
| SS African Glen      | Estados Unidos     | Farrell Lines                                                 |                                                                     |                                                 | 6,116                  |               |
| MS Djakarta          | Polônia            | Polish Ocean Lines                                            |                                                                     |                                                 | 6,915                  |               |
| MS Boleslaw Bierut   | Polônia            | Polish Ocean Lines                                            | Bogdan Kryspin                                                      |                                                 | 6,674                  |               |
| MS Vasil Levsky      | Bulgária           | Navigation Maritime                                           |                                                                     |                                                 | 4,975                  |               |
| MS Lednice           | Tchecoslováquia    | Československá plavba dunajská (Czechoslovak Danube Shipping) | Klement Benda, Ladislav Šlechta                                     | Carne                                           | 1,462                  | [ 13 ] [ 14 ] |
| SS Observer          | Estados Unidos     | Marine Carriers Corp.                                         | Charles Kapelowitz                                                  | Trigo                                           | 17,614                 | [ 15 ]        |

## Anotações
1. ↑  ex Sindh
2. ↑  Afundado em 1973 durante a Guerra do Yom Kippur
3. ↑  Encalhado no Lago Timsah